# Bufo scitulus
Bufo scitulus là một loài cóc thuộc họ Bufonidae. Đây là loài đặc hữu của Brasil. Môi trường sống tự nhiên của chúng là rừng ẩm vùng đất thấp nhiệt đới hoặc cận nhiệt đới và sông ngòi.

## Hình ảnh

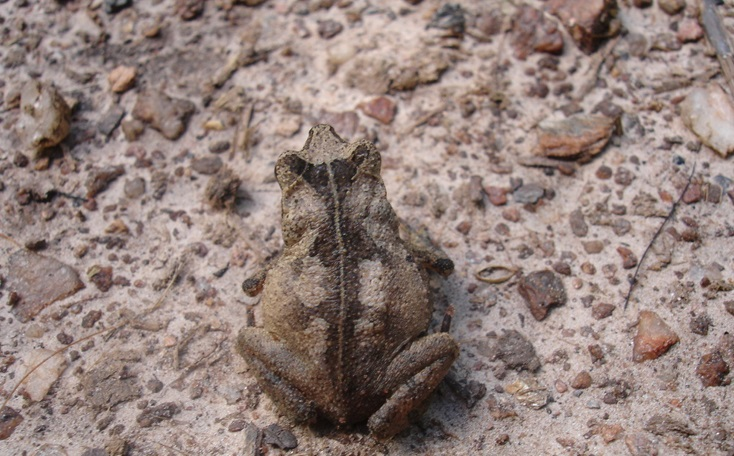
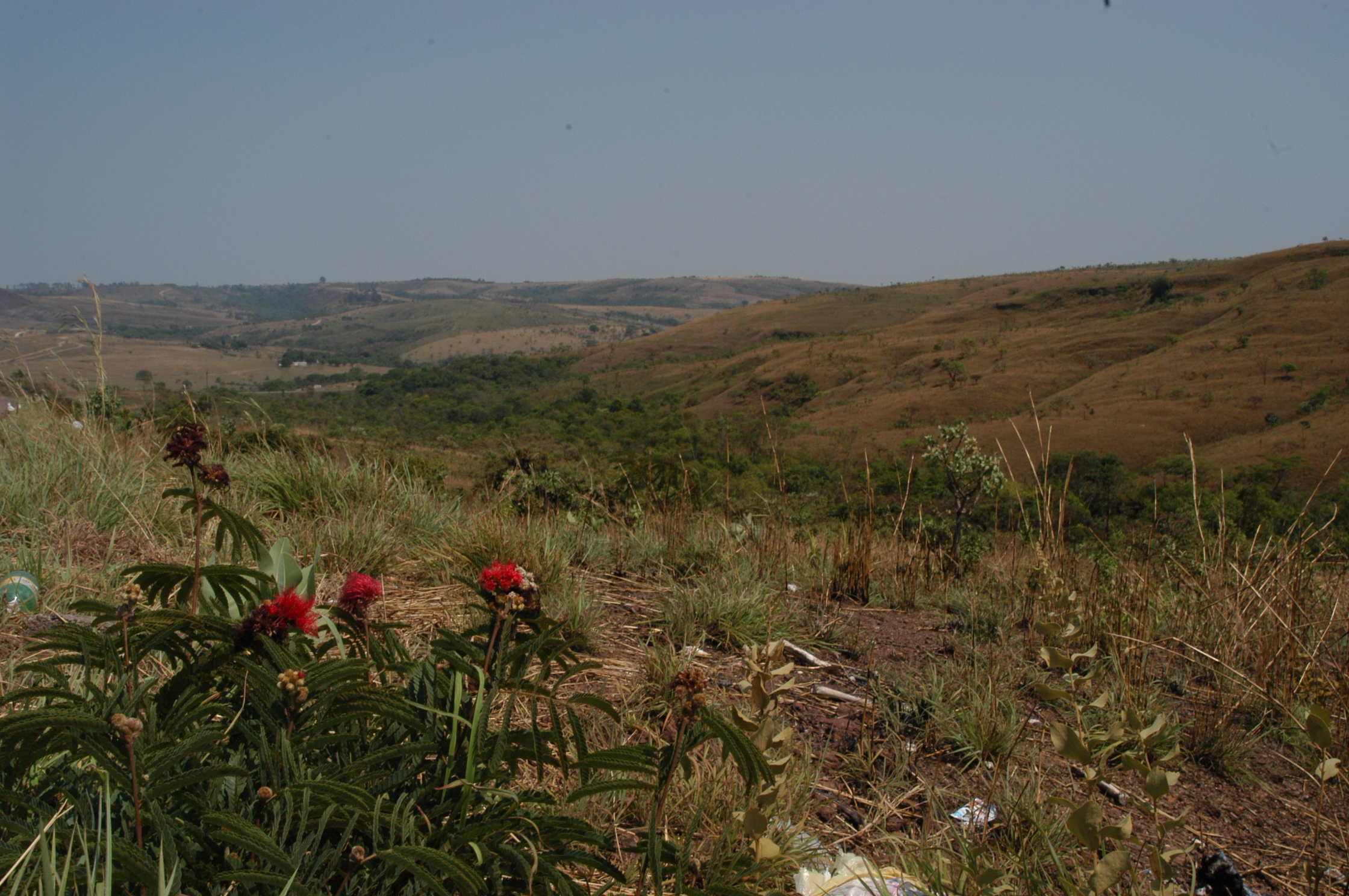